# 韓源
韓源（？—？），山東省濟南府淄川縣（今山東省淄博市）人，明末進士，清朝政治人物。

## 生平
崇禎十年（1628年），登進士。明亡後歸附清朝，順治元年（1645年），授禮科給事中。順治三年，升禮科右給事中、吏科左給事中。順治四年（1648年），改吏科都給事中。順治七年，任太僕寺少卿。順治九年，任通政使司右通政。